# Declaração CONSEGI
A Declaração CONSEGI (CONSEGI Declaration) foi uma declaração conjunta entre  representantes da África do Sul, Brasil, Cuba, Equador, Paraguai e Venezuela em 1 de julho de 2008 durante a primeira edição do CONSEGI.
Na declaração, os representantes registraram seu desapontamento sobre os apelos de vários de seus organismos nacionais de ISO/IEC terem sido ignorados pelos painéis de corpos técnicos da ISO e IEC na Padronização do Office Open XML, e os criticam pela sua "inabilidade de seguir suas próprias regras". Como consequência, os assinantes declararam que iriam reavaliar a credibilidade do ISO/IEC, e que não iriam mais considerar que padrões ISO sejam automaticamente válidos para uso governamental.
Uma das consequências foi que o Governo Federal passou a utilizar o formato ODT na esfera do governo eletrônico, contrariando a ISO/IEC após a mesma admitir o formato OXML (Microsoft Office XML) como formato de documento para interoperabilidade em nível mundial.